# Otarie de Kerguelen
Arctocephalus gazella
Espèce
Statut de conservation UICN

 LC  : Préoccupation mineure
Statut CITES
L'Otarie à fourrure antarctique, ou Otarie de Kerguelen (Arctocephalus gazella) est un mammifère marin. Ses colonies de reproduction sont situées sur les îles sub-antarctiques situées à proximité de la convergence antarctique. Environ 95 % de la population mondiale se reproduit sur l'île de Géorgie du Sud. Cette otarie doit son nom latin au navire allemand SMS Gazelle qui a ramené le premier spécimen connu de cette espèce des Îles Kerguelen, découverte au cours de l'expédition scientifique autour du monde effectuée par ce navire.

## Description
L'otarie de Kerguelen possède un museau court et large par rapport à d'autres animaux de la même famille.
Le dimorphisme sexuel est évident chez A. gazella, avec un poids entre 60 et 120 kg pour les mâles et entre 30 et 50 kg pour les femelles. Les mâles sont nettement plus longs que les femelles. Les mâles adultes peuvent atteindre 2 m de long, tandis que les femelles varient entre 0.8 et 1.3 m (114.8 ± 0.73 cm, population de Kerguelen). L'espérance de vie est de quinze ans pour les mâles et jusqu'à vingt-cinq ans pour les femelles.
À la naissance, les nouveau-nés pèsent entre 4,5 et 6,5 kg et mesurent entre 60 et 73 cm. Ils ont une fourrure laineuse brune à presque noire, qu'ils conservent pendant 2-3 mois. Ensuite l'otarie présente un pelage argenté qui dure jusqu'à l'âge adulte.

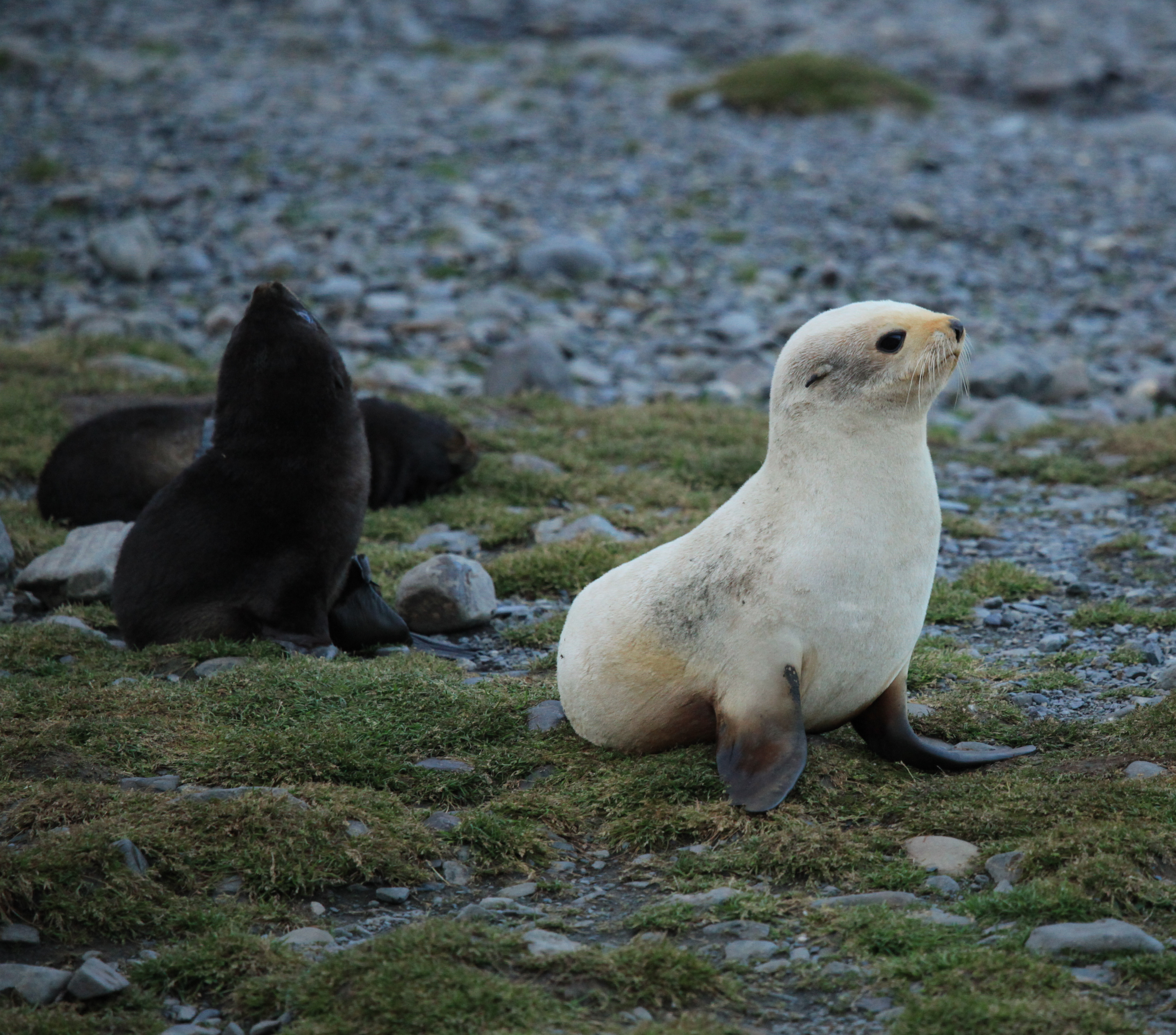
Otarie blanche

Les adultes sont couverts d'un pelage velouté dense qui va du châtain au gris sombre, qui est imperméable et les protège du vent. Les mâles adultes sont de couleur brun foncé. Les mâles peuvent être distingués par leur crinière brune. Les femelles et les jeunes ont tendance à être gris avec une tache plus claire dessous. Les couleurs sont toutefois très variables et certains scientifiques pensent qu'il y a eu des hybridations avec l'otarie à fourrure subantarctique.
Environ une otarie de Kerguelen sur 1 000 est de couleur blond pâle.

## Comportement
Les otaries de Kerguelen semblent agir indépendamment pendant la migration ou la recherche de nourriture. Des enregistrements au moyen de balises fixées sur les animaux montrent que les otaries plongent habituellement entre 40 et 80 mètres de profondeur, avec plus exceptionnellement des incursions au-delà de 100 mètres. Aux îles Kerguelen, la pêche se déroule essentiellement la nuit lorsque les poissons lanternes remontent vers la surface pour se nourrir en zone productive de subsurface (zone épipélagique). Les zones de pêche se situent en moyenne à 160 km au large des colonies (aux îles Kerguelen), mais des otaries ont été observées jusqu'à 500 km de l'archipel. Pendant la période d'élevage, les mères alternent séjours à terre pour allaiter (environ deux jours)  et séjours en mer (2 à 7 jours en moyenne) à la recherche de nourriture. Les mâles restent à terre et jeunent pendant toute la saison de reproduction.

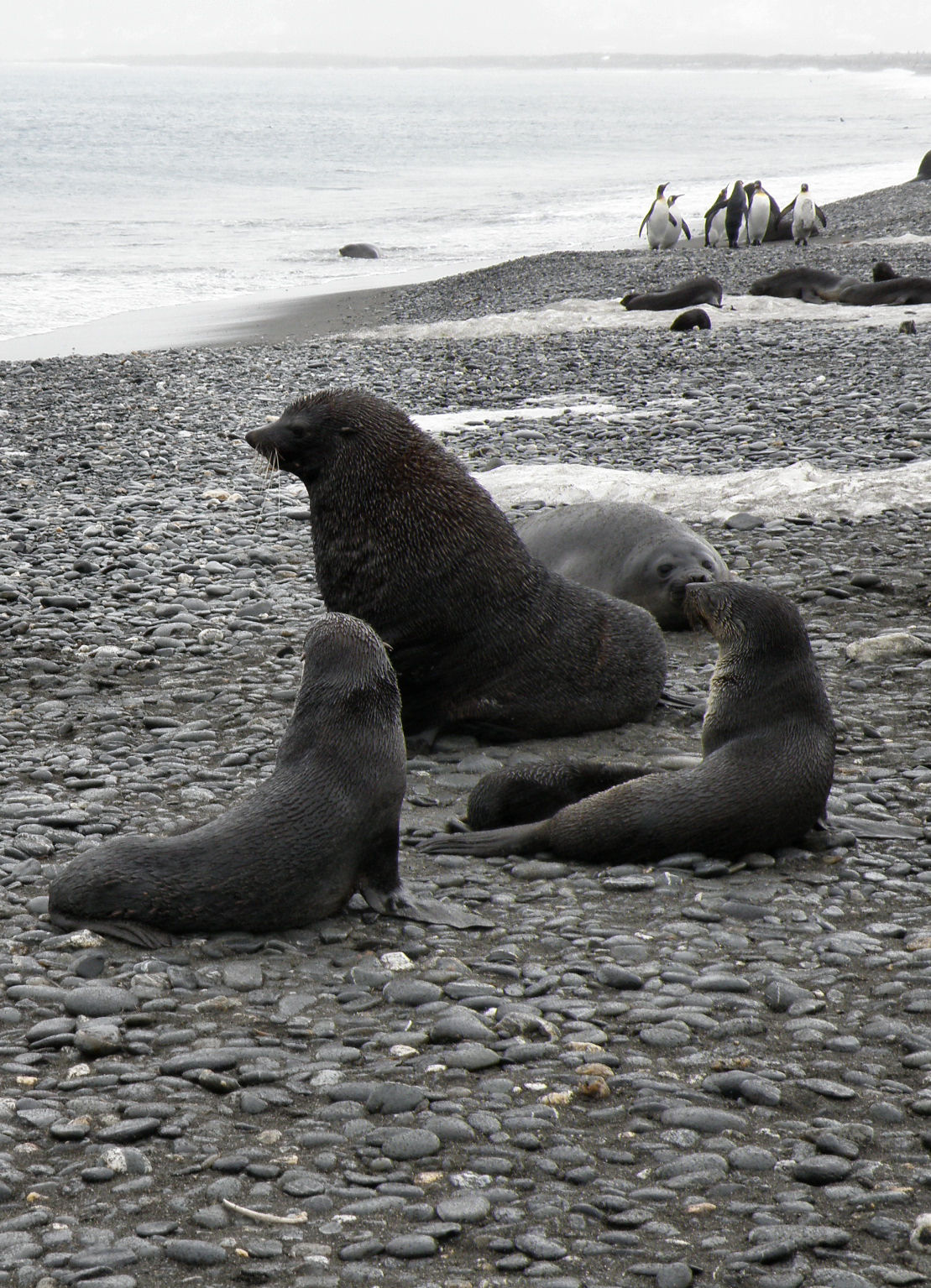
Mâle et deux femelles sur la plage de Salisbury Plain - Géorgie du Sud

Les mâles se reproduisent de manière polygame. Un mâle dominant peut avoir plus d'une douzaine de femelles en une seule saison. Les territoires sont établis sur les aires de reproduction en octobre et novembre, lorsque les mâles sont extrêmement agressifs dans la défense de leurs harems. La gestation dure un peu plus d'un an et les naissances ont lieu en novembre ou décembre de l'année suivante, pendant l'été austral. Les petits sont sevrés à l'âge de quatre mois environ. Ils passent ensuite plusieurs années dans l'eau avant de revenir sur leur lieu de naissance et de commencer leur cycle de reproduction.
Le régime alimentaire des otaries de Kerguelen est composé habituellement de krill et de poissons de la famille des Myctophidae (lantern fishes) en proportions variables selon les saisons et les lieux.
Des chercheurs ont observé à cinq reprises des otaries de Kerguelen essayant de s'accoupler avec des manchots royaux.

## Répartition et population
Les otaries de Kerguelen se rassemblent lors de l'été austral, des îles allant de la Géorgie du Sud à 36°O jusqu'aux Îles Kerguelen à 69°E.
En outre, il y a une zone de reproduction sur l'île Macquarie[réf. nécessaire], au sud de la Nouvelle-Zélande.
Toutes ces îles sont situées entre 45°S et 60°S. Les zones exactes où elles se rendent durant l'hiver austral sont inconnues. Elles passent très probablement ces sombres mois d'hiver près de la banquise de l'Antarctique, passant pratiquement tout leur temps en mer.
Les estimations actuelles de la population des otaries de Kerguelen restent assez grossières. On pense qu'entre deux et quatre millions d'individus se rassemblent l'été austral en Géorgie du Sud, constituant la colonie de mammifères marins la plus dense du monde. Environ 15 000 otaries se rassemblent également sur l'île Heard, et entre quelques centaines et un millier dans les autres aires de reproduction. Certains scientifiques pensent que la population d'otaries de Kerguelen a augmenté considérablement en raison de la disparition des baleines, ce qui a accru la quantité de krill disponible pour les otaries.

## Les otaries de Kerguelen et l'Homme

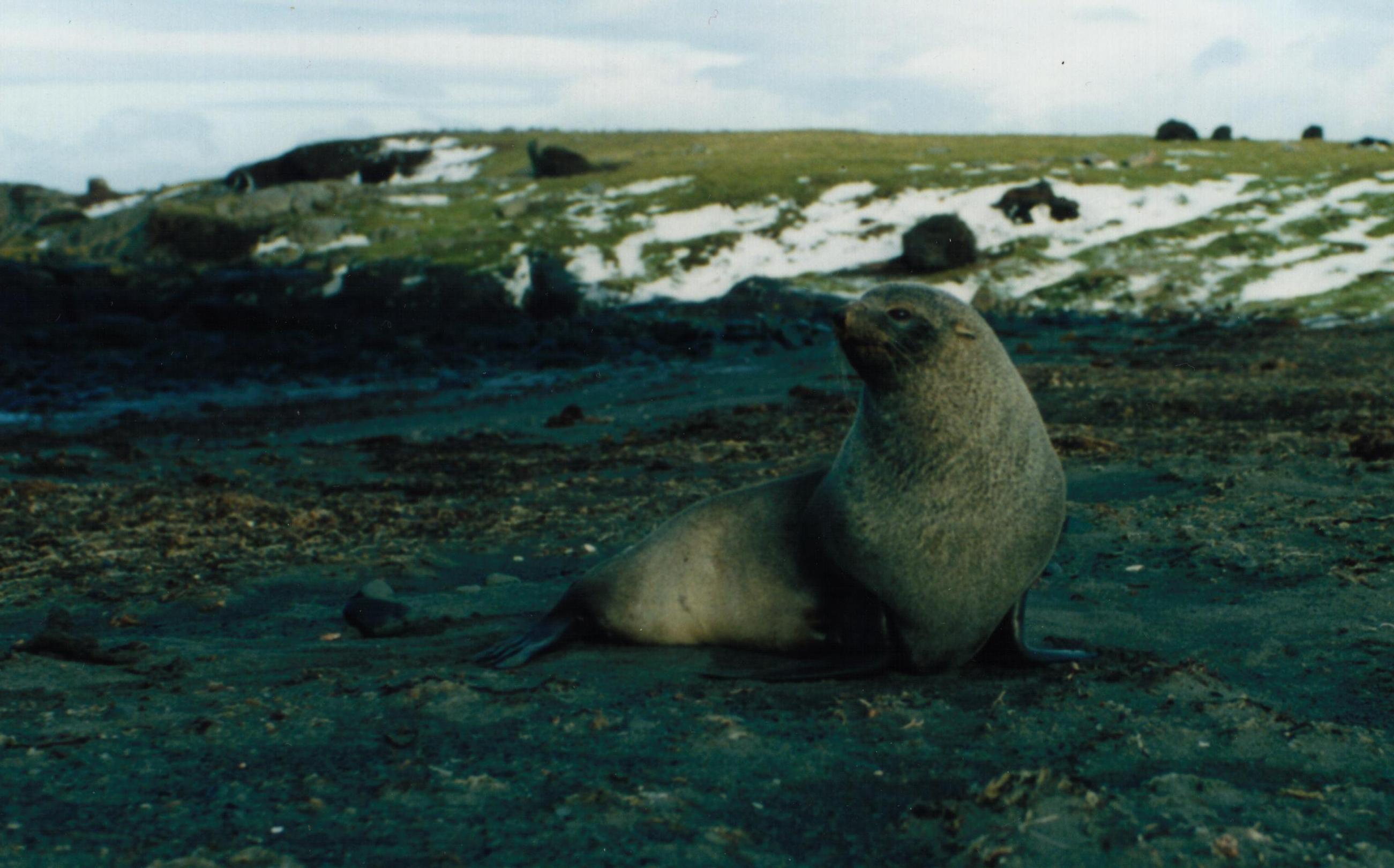
Mâle otarie de Kerguelen

L'otarie de Kerguelen a été énormément chassée pour sa fourrure aux XVIIIe et XIXe siècles par des chasseurs américains et anglais. Au début du XXe siècle, elle a été considérée comme commercialement éteinte et peut-être même complètement disparue. En fait, une petite population avait subsisté sur l'Île Bird en Géorgie du Sud. Cette colonie s'est développée rapidement au cours du XXe siècle. Les populations actuelles sur les autres îles de l'Antarctique sont soupçonnées provenir également de cette colonie.
Cette espèce est toujours protégée par les États dans les eaux desquels elle réside, l'Afrique du Sud et l'Australie, ainsi que par la Convention sur la protection des phoques de l'Antarctique entrée en vigueur en 1972. Elle figure également dans l'annexe 2 de la CITES. Toutefois, quelques gouvernements, comme le Royaume-Uni, pensent que certaines de ces protections doivent être levées en raison des dommages que cause cette otarie à des plantes antarctiques vulnérables.